# Kobi Marimi
Kobi Marimi (en hebreo: קובי מרימי; nacido en  Ramat Gan, Israel, el 8 de octubre de 1991) es un cantante y actor israelí. Kobi ganó el concurso HaKokhav HaBa L’Eurovizion 2019, dándole la oportunidad también de representar a Israel en el Festival de la Canción de Eurovisión 2019, hecho que llevó a cabo con la canción Home Aparte, es graduado en actuación profesional y ganó el premio al actor más prometedor en el Festival de Teatro Musical de Israel.

## Primeros años
Kobi Marimi nació y creció en Ramat Gan. Estudió en el estudio de actuación Nissan Nativ y durante su formación apareció en las obras The Caucasian Chalk Circle, L'Illusion Comique y Prayer. Desde que se graduó, ha actuado en Every Living Thing Needs, Chambaloo's Treasure e interpretó el papel de Nathan de Gaza en Messiah Now, por el cual ganó el premio al actor más prometedor en el Musical Celebrations 2017 de Bat Yam. Este fue su debut en la ópera israelí.

## Vida personal
Marimi vive en Tel Aviv y anteriormente trabajó en un bar de copas, cuando todavía no cantaba ni actuaba.